# دونگی ستپوش
دونگی ستپوش (به صربی: Donji Stepoš) یک منطقهٔ مسکونی در صربستان است که در ناحیه راسینا واقع شده‌است. دونگی ستپوش ۴۸۴ نفر جمعیت دارد.